# OpenGL SC
OpenGL SC ，全称OpenGL for Safety Critical applications (用于安全关键系统的OpenGL)，它是OpenGL3D图形API的一个子集。其设计为面向航空电子、工业、军事、医疗以及车载应用等安全关键市场，包括FAA DO-178C/ED-12C Level A 认证。OpenGL SC 由非盈利技术协会，Khronos Group维护。